# Lophostola annuligera
Lophostola annuligera là một loài bướm đêm trong họ Geometridae.